# Collège Saint-Jean-Berchmans (Bruxelles)
Ne doit pas être confondu avec Collège Saint-Michel (Bruxelles).
Le Sint-Jan Berchmanscollege (en français Collège Saint-Jean Berchmans) est une institution catholique d'enseignement secondaire néerlandophone située rue des Ursulines 4 à Bruxelles, à proximité de l'église Notre-Dame de la Chapelle et de la gare de Bruxelles-Chapelle. Chronologiquement deuxième collège jésuite de Bruxelles il a été fondé sous le nom de collège Saint-Michel en 1835, peu après le retour des jésuites dans une Belgique nouvellement indépendante.
Le collège a pris le nom de saint Jean Berchmans, après la canonisation (1888) du jeune jésuite belge mort en odeur de sainteté à Rome au XVIIe siècle, alors qu'il y poursuivait ses études. Le collège fait partie de la Communauté scolaire pour l'éducation secondaire catholique Saint-Géry (Scholengemeenschap voor Katholiek Secundair Onderwijs Sint-Gorik).
La devise de l'école est Libenter (« Volontiers ») faisant allusion aux dernières paroles du saint montrant le crucifix, la règle de la Société de Jésus et le chapelet : "Haec tria mihi carissima, cum his libenter moriar" ("voilà les trois objets qui me sont les plus chers, avec eux je mourrai volontiers ").

## Histoire
Le collège Saint-Jean-Berchmans est historiquement le deuxième collège jésuite de Bruxelles.

### Premier collège leRegium Gymnasium Societatis Jesu Bruxellis(1604-1773)
En 1586, quelques pères jésuites s'installent à Bruxelles. À la demande des archiducs Albert et Isabelle, ils acceptent d’y fonder un collège. Inauguré le 14 juillet 1604 ce collège de garçons (Regium Gymnasium Societatis Jesu Bruxellis) occupe un vaste quadrilatère formé par la rue de la paille, rue de Ruysbroeck et la rue d’or. Dès le début, il comptait déjà 400 élèves. L’église est achevée en 1621. Des gravures d’époque nous montrent un bel ensemble de bâtiments flanqués de son église baroque. La population scolaire restera assez constante de sa fondation à sa suppression: entre 500 et 600 élèves. Comme de coutume le collège est base d’autres activités apostoliques à Bruxelles et dans les environs: prédications dans les églises de la ville, retraites et exercices spirituels, service des prisons et hôpitaux.

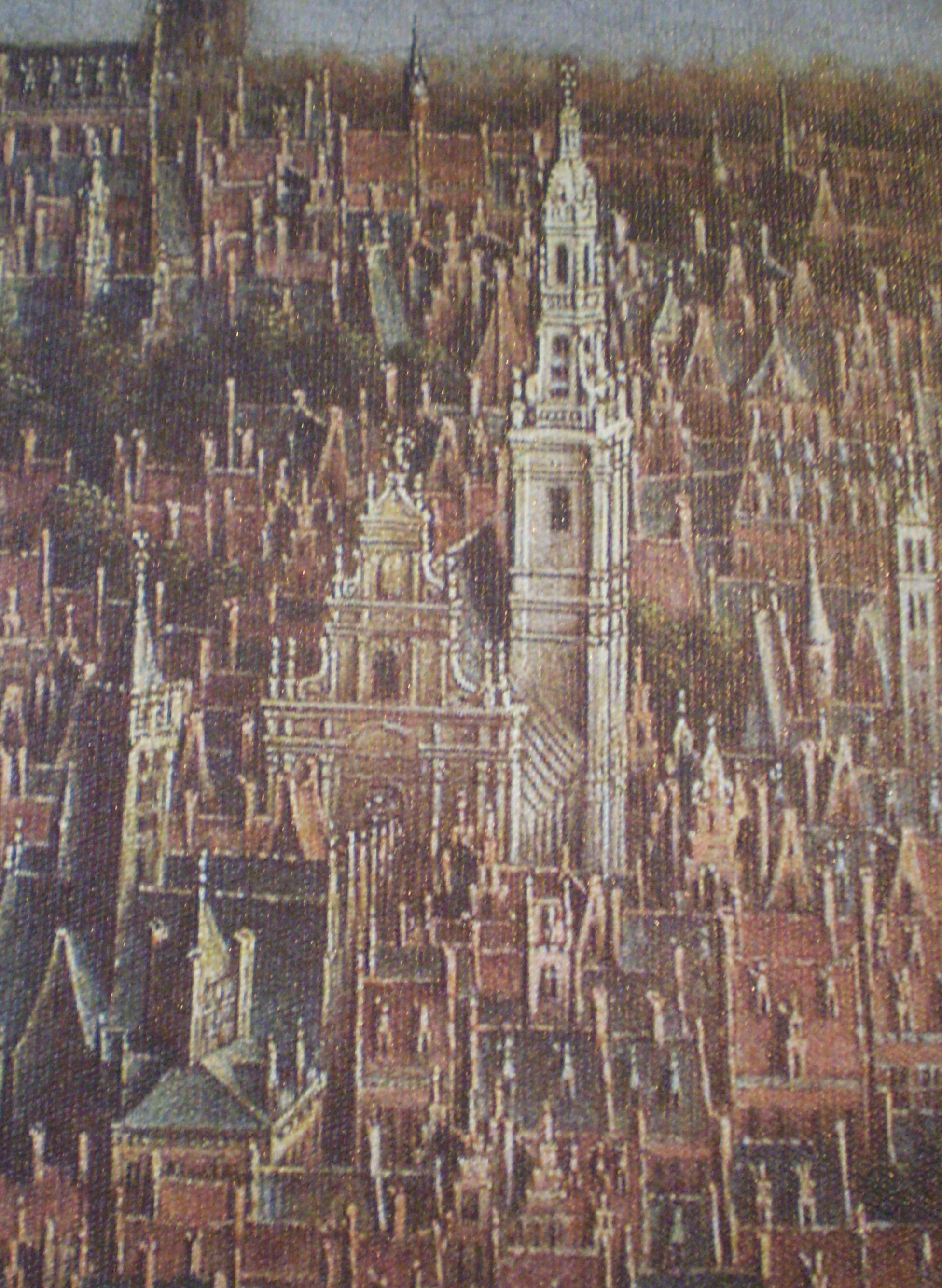
L'église des jésuites vers 1664

La Compagnie de Jésus est supprimée le 21 juillet 1773 par le pape Clément XIV. Le 2 septembre l’Ordre est aboli en Belgique, le collège ferme le 20 septembre de la même année sur l'ordre de l'impératrice Marie-Thérèse et le 23 septembre, les 35 jésuites sont expulsés. Les bâtiments furent réutilisés comme siège de la commission royale des études. Quelques années plus tard ils serviront de premier local du Gymnase Royal de Bruxelles (Gymnasium Regium Theresianum) dit en français "Collège Thérésien", collège royal d'État fondé en 1777 qui deviendra ensuite le Lycée de Bruxelles sous Napoléon et continuera son existence comme Athénée Royal de Bruxelles. La grande salle devint le siège de la Société du Concert Bourgeois. Les temps sont troublés et les bâtiments sont utilisés comme caserne et hôpital militaire (entre autres, en 1815, pour les blessés de Waterloo) durant la domination française. En 1816 c’est la cour de justice qui s’y installe. Entre-temps l’église avait été démolie (1811). En 1816 les bâtiments furent transformés en palais de justice puis hébergèrent les archives nationales. En 1891, ils furent rasés pour faire place à la rue Lebeau. Il ne reste plus rien de ce premier collège (à l'actuelle place de la Justice), sauf les livres de sa bibliothèque qui sont passés à la Bibliothèque royale de Belgique.

### Deuxième collège (1835)
(Actuel collège Saint-Jean-Berchmans)

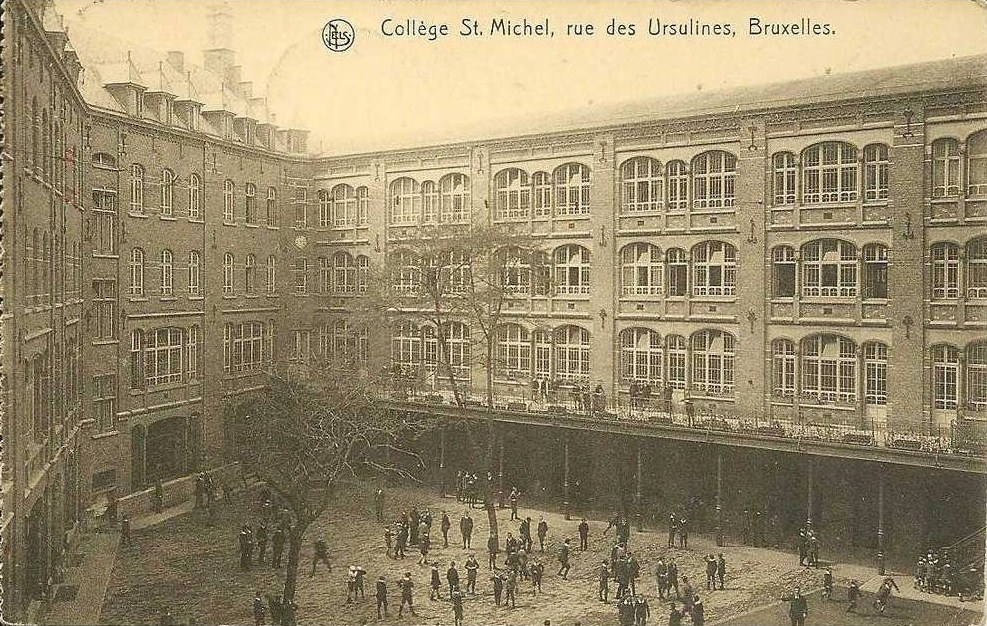
La cour intérieure, l'arbre ayant de nos jours disparu et le dernier étage de la façade du fond ayant été reconstruit pour y mettre un internat dans les années '70.

Le rétablissement de l'ordre par le pape Pie VII (1814) permit aux Jésuites de revenir à Bruxelles en 1833. Deux ans plus tard, en 1835, ils fondèrent un nouveau collège de langue française sous le nom de collège Saint-Michel (Saint-Michel étant le saint patron de Bruxelles). Ce dernier, logé dans une ancienne demeure seigneuriale du XVe siècle, l’hôtel de Hornes, à la rue des Ursulines: 60 élèves. L’acquisition au fil des années de maisons voisines permet l’agrandissement du collège et son développement : cours complet d’humanité en 1841 ; section scientifique et préparation à l’école militaire en 1860. Un internat est construit et fonctionnera de 1841 à 1884. L’église dédiée à saint Michel est construite de 1850 à 1852 et consacrée par l’archevêque de Malines, le cardinal Engelbert Sterckx en 1852. La Société des Bollandistes, reconstituée en 1837, s’installe au collège et reprend ses travaux hagiographiques.

### Élargissement (1905)
(Actuel collège Saint-Michel)

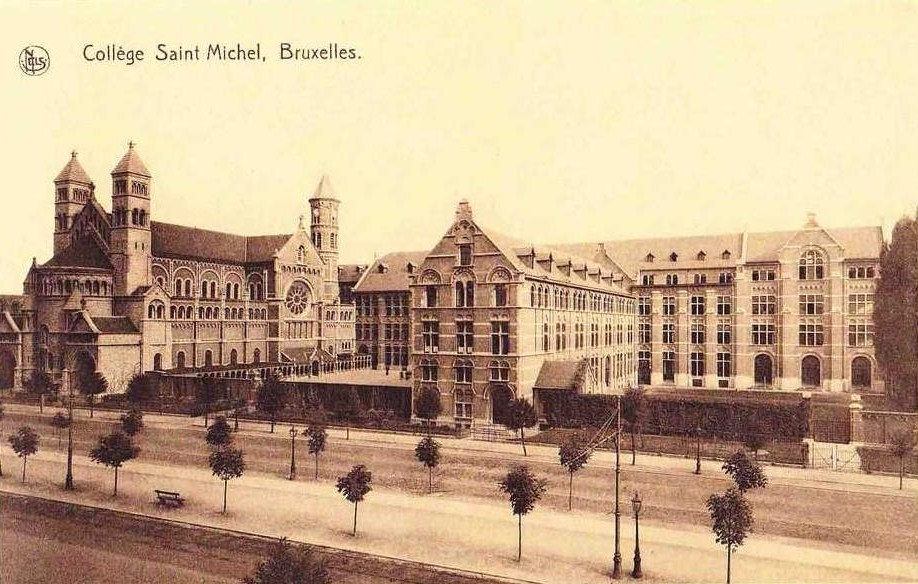
Le nouveau collège après la construction de l'église, actuel collège Saint-Michel

En 1900, avec ses 800 élèves, le collège est à l’étroit. La Société des Bollandistes, dont la bibliothèque est en pleine expansion, également. De plus le projet d’une jonction entre les deux gares de Bruxelles (Nord et Midi) entraîne l’expropriation d’une partie des bâtiments. Il est décidé de construire un nouveau Collège Saint-Michel hors de la ville. Ce sera sur le boulevard militaire à Etterbeek en cours d'urbanisation. Le projet est approuvé en 1901 par le Père Luis Martin, supérieur général de la Compagnie de Jésus.
Il était initialement prévu que le transfert serait complet et le vieux collège fermé, mais en 1908 il fut annoncé aux parents des élèves que la décision avait été changée. Le vieux palais de Hornes fut démoli et de nouveaux bâtiments furent érigés de 1908 à 1913. En 1921, le « vieux » collège Saint-Michel (de la rue des Ursulines) prend le nom de Collège Saint-Jean-Berchmans.

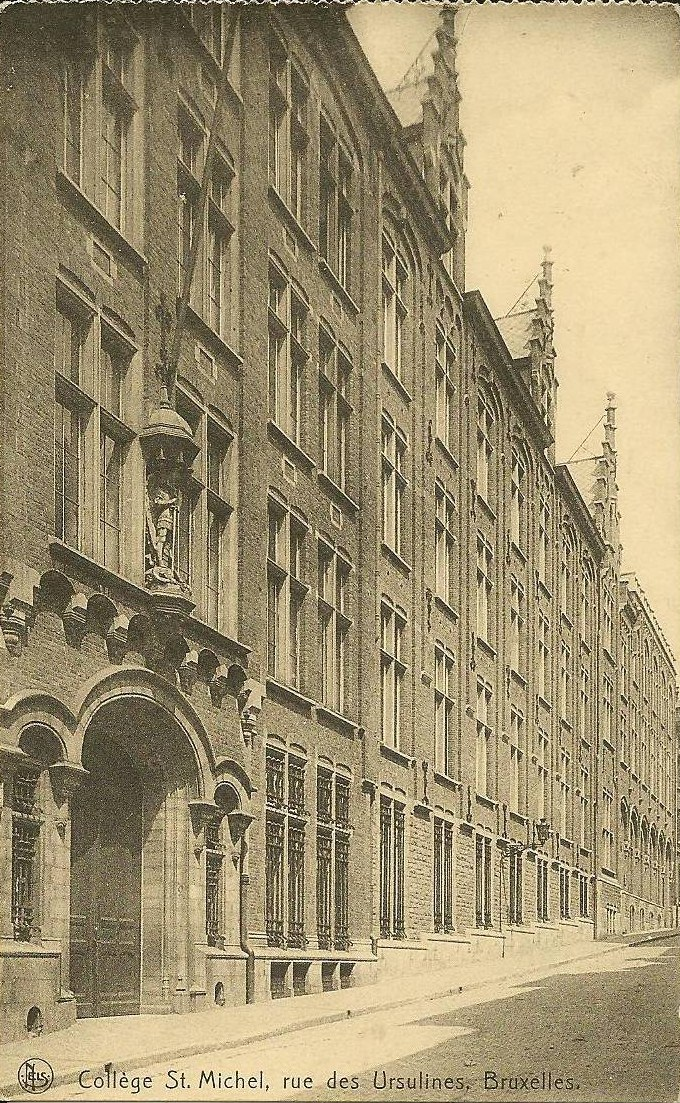
Le collège au début du XX. À noter une statue de Saint-Michel terrassant le dragon au-dessus du porche.

### Collège néerlandophone
En 1938, sous l'impulsion du père Jozef Verschueren fut créée une section néerlandophone, qui peu à peu devint une section à part entière (1944). Dès lors la section française de la rue des Ursulines se réduisit progressivement en même temps qu'elle était transférée au Collège Saint-Michel. En 1953 s'acheva son départ et le collège Saint-Jean-Berchmans devint le néerlandophone Sint-Jan-Berchmanscollege.
Sous l'impulsion du père Marcel Cnops en 1971 fut introduite la réforme dite VSO (Vernieuwd Secundair Onderwijs). Depuis 1993, il n'y a plus de jésuites dans le corps enseignant, même s'ils restent présents comme 'pouvoir organisateur' de l'institution.
En 2009, l'établissement a fait parler de lui du fait que quelques enfants d'Astrid de Belgique y ont été scolarisés. Les enfants du roi Philippe de Belgique étudient dans cet établissement depuis 2004.

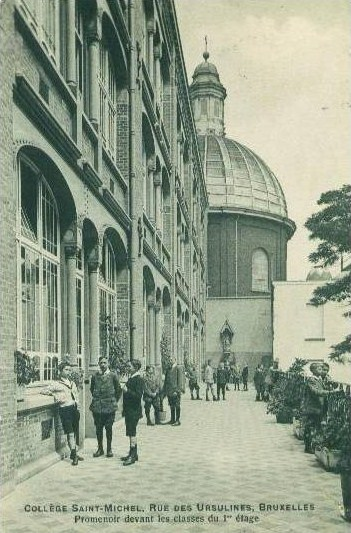
Le promenoir des élèves en 1912

## Anciens élèves célèbres

### Politique
- Henry Carton de Wiart, premier ministre de Belgique.
- Hubert Pierlot, premier ministre de Belgique.
- Edouard Poullet, ministre des affaires sociales de Belgique.
- Edmond Poullet, aide de camp du Roi, vice-amiral de la Marine Belge.
- Jos Chabert, ministre d’État et ministre bruxellois.
- Pieter De Crem, ministre fédéral de la Défense puis secrétaire d’État au Commerce Extérieur.
- Herman Van Rompuy, premier ministre de Belgique, président du Conseil Européen.
- Eric Van Rompuy, ministre flamand de l’Économie, parlementaire européen.
- Paul Delva, député flamand puis bruxellois.
- Michel Doomst, député fédéral puis flamand.
- Paul De Grauwe, sénateur, professeur à la London School of Economics, professeur émérite à la KU Leuven.
- Jan Grauls, diplomate, représentant permanent de la Belgique auprès des Nations unies à New York.
- Bart Laeremans, député fédéral et sénateur.
- Vincent Riga, député bruxellois et échevin à Berchem-Saint-Agathe.

### Enseignement
- Paul Van Orshoven, doyen de la faculté de droit à la Katholieke Universiteit Leuven.
- Paul De Grauwe, sénateur, professeur à la London School of Economics, professeur émérite à la KU Leuven.
- Jozef Verschueren, professeur au collège, créateur du dictionnaire néerlandophone Verschueren[3].

### Business
- Tony Vandeputte, directeur délégué de la Fédération des entreprises de Belgique.
- Piet Van Waeyenberghe, homme d'affaires, président d'honneur du Vlaams Economisch Verbond (Voka).
- Andries Van den Abeele, industriel.
- Jean-Charles Velge, président de Bekaert.

### Culture
- Lorenzo Gatto, violoniste belge.
- Felix De Laet, alias Lost Frequencies, DJ.
- Paul De Ridder, député bruxellois, archiviste du Royaume.
- Dirk Denoyer, cabaretier.
- Erik de Smedt, critique et essayiste flamand.

### Sport
- Youri Tielemans, joueur professionnel de football.

### Famille royale
- Amedeo de Belgique, fils de la princesse Astrid et de l'archiduc Lorenz d'Autriche-Este.
- Élisabeth de Belgique, fille du roi Philippe, princesse héritière.
- Gabriel de Belgique, fils du roi Philippe, prince
- Joachim de Belgique, fils de la princesse Astrid et de l'archiduc Lorenz d'Autriche-Este.
- Luisa Maria de Belgique, fille de la princesse Astrid et de l'archiduc Lorenz d'Autriche-Este.
- Maria Laura de Belgique, fille de la princesse Astrid et de l'archiduc Lorenz d'Autriche-Este.

Personnalités du nouveau collège

## Accessibilité
| ___ | Ce site est desservi par la station de métro : Gare Centrale. |

Ce site est aussi desservi par la station de prémétro Anneessens ou Petit Sablon et par la gare de Bruxelles-Chappelle.